# 神居岩温泉
神居岩温泉（かむいわおんせん）は、北海道留萌市にある温泉。明治時代に開湯した留萌市唯一の温泉である。

## 泉質
- ナトリウム塩化物泉・単純硫黄冷鉱泉[1]
  - 泉温16-21℃[1]

## 温泉街
神居岩総合公園の入口近くに一軒宿のホテル神居岩があり、日帰り入浴も対応している。

## アクセス
- 鉄道 : 留萌本線留萌駅下車、車で約10分[1]
- マイカー : 深川留萌自動車道留萌大和田インターチェンジから約15分[3]